# Универсальная почтовая марка
Универса́льная почто́вая ма́рка (универса́льная ма́рка, или ма́рка о́бщего назначе́ния) (нем. Freimarken) — почтовая марка, которой можно оплатить любое почтовое отправление в данной стране.
Универсальные марки, тогда просто почтовые марки, впервые появились в 1840 году. После этого события принципиально новые виды универсальных марок появлялись два раза: первый раз в 1871 году, второй раз в 1969 году. Универсальные почтовые марки, сумев отрастить две новые, имеют три «головы»: стандартную (нем. Dauermarken), коммеморативную (нем. Sondermarken) и автоматную (нем. Automatenmarken).
Вре́менная универса́льная ма́рка — почтовая марка, выпущенная не как универсальная, но используемая как универсальная.

## Место универсальных марок в общей классификации

### Официальный уровень
Почтовые марки делятся на три группы:
1) официальные, или выпущенные почтой, которые были выпущены:
а) центральной почтовой администрацией (ЦПА);
б) местной почтовой администрацией (МПА) с разрешения ЦПА;
2) полуофициальные, или выпущенные с ведома почты, которые были выпущены:
а) МПА без разрешения, но и без запрета ЦПА;
б) частным юридическим или физическим лицом с разрешения ЦПА;
3) неофициальные, или выпущенные без ведома почты, или частных почт, которые:
а) были выпущены частным юридическим или физическим лицом;
б) при этом не имели разрешения ЦПА или прямо нарушали запрет ЦПА.
Это разделение почтовых марок на три группы представим в виде таблицы.
| Эмитент      | Разрешение ЦПА  | Молчание ЦПА    | Запрет ЦПА    |
| ЦПА          | Официальные     | —               | —             |
| МПА          | Официальные     | Полуофициальные | —             |
| Частное лицо | Полуофициальные | Неофициальные   | Неофициальные |

### Официальные марки
Группа почтовых официальных марок делится на четыре подгруппы по признаку сферы обращения:
1) общего пользования, или универсальные, для оплаты общедоступных видов почтовых отправлений и услуг;
2) специального пользования, используемые ограниченным кругом лиц и учреждений;
3) временного пользования — провизории;
4) внутреннего пользования, используемые почтовыми учреждениями в служебных целях.
В свою очередь, группа почтовых официальных марок общего пользования делится на три подгруппы:
1) универсальные марки;
2) марки для различных видов отправлений и услуг;
3) марки для различных видов почты.

### Дерево классификации почтовых марок
Классификацию почтовых марок, изложенную выше, представим в виде дерева. Получается дерево классификации сверху понятия «универсальная марка», начиная от самого верхнего понятия «почтовая марка».
| Марки внутреннего пользования                 | |
|                                               | |
| Марки временного пользования                  | |
|                                               | |
| Марки общего пользования                      | \| Марки для различных видов отправлений и услуг \| \| \| \| Марки для различных видов почты \| \| \| \| Универсальные марки \| \| \| |
|                                               | \| Марки для различных видов отправлений и услуг \| \| \| \| Марки для различных видов почты \| \| \| \| Универсальные марки \| \| \| |
| Марки специального пользования                | |
|                                               | |
| Марки для различных видов отправлений и услуг | |
|                                               | |
| Марки для различных видов почты               | |
|                                               | |
| Универсальные марки                           | |
|                                               | |

| Марки для различных видов отправлений и услуг |
|                                               |
| Марки для различных видов почты               |
|                                               |
| Универсальные марки                           |
|                                               |

| Марки внутреннего пользования                 | |
|                                               | |
| Марки временного пользования                  | |
|                                               | |
| Марки общего пользования                      | \| Марки для различных видов отправлений и услуг \| \| \| \| Марки для различных видов почты \| \| \| \| Универсальные марки \| \| \| |
|                                               | \| Марки для различных видов отправлений и услуг \| \| \| \| Марки для различных видов почты \| \| \| \| Универсальные марки \| \| \| |
| Марки специального пользования                | |
|                                               | |
| Марки для различных видов отправлений и услуг | |
|                                               | |
| Марки для различных видов почты               | |
|                                               | |
| Универсальные марки                           | |
|                                               | |

| Марки для различных видов отправлений и услуг |
|                                               |
| Марки для различных видов почты               |
|                                               |
| Универсальные марки                           |
|                                               |

| Марки внутреннего пользования                 | |
|                                               | |
| Марки временного пользования                  | |
|                                               | |
| Марки общего пользования                      | \| Марки для различных видов отправлений и услуг \| \| \| \| Марки для различных видов почты \| \| \| \| Универсальные марки \| \| \| |
|                                               | \| Марки для различных видов отправлений и услуг \| \| \| \| Марки для различных видов почты \| \| \| \| Универсальные марки \| \| \| |
| Марки специального пользования                | |
|                                               | |
| Марки для различных видов отправлений и услуг | |
|                                               | |
| Марки для различных видов почты               | |
|                                               | |
| Универсальные марки                           | |
|                                               | |

| Марки для различных видов отправлений и услуг |
|                                               |
| Марки для различных видов почты               |
|                                               |
| Универсальные марки                           |
|                                               |

| Марки внутреннего пользования                 | |
|                                               | |
| Марки временного пользования                  | |
|                                               | |
| Марки общего пользования                      | \| Марки для различных видов отправлений и услуг \| \| \| \| Марки для различных видов почты \| \| \| \| Универсальные марки \| \| \| |
|                                               | \| Марки для различных видов отправлений и услуг \| \| \| \| Марки для различных видов почты \| \| \| \| Универсальные марки \| \| \| |
| Марки специального пользования                | |
|                                               | |
| Марки для различных видов отправлений и услуг | |
|                                               | |
| Марки для различных видов почты               | |
|                                               | |
| Универсальные марки                           | |
|                                               | |

| Марки для различных видов отправлений и услуг |
|                                               |
| Марки для различных видов почты               |
|                                               |
| Универсальные марки                           |
|                                               |

## Классификация универсальных марок

### Стандартные марки
С 1840 года, то есть с выпуска первых почтовых марок в Великобритании, универсальные марки были синонимом стандартных. Никаких других универсальных марок до 1871 года не было.
Стандартные марки, или дефинитивы, — марки, которые выпущены:
1) массовым тиражом;
2) на длительный срок.
Стандартные марки противопоставляются специальным маркам, которые выпускаются по определённым поводам.
Стандартные марки классифицируют по территориальному признаку следующим образом:
1) для любых отправлений, другими словами, для почтовой связи как внутри страны, так и с заграницей;
2) для внутренних отправлений, другими словами, для почтовой связи только внутри страны;
3) для международных отправлений, другими словами, для почтовой связи только с заграницей;
4) локальные, другими словами, для почтовой связи внутри определённых территорий;
5) зональные, другими словами, для почтовой связи, ограниченной политическими или экономическими причинами.

### Два классификационных разделения стандартных марок

#### 1. Специальные, или коммеморативные, марки
С 1871 года понятие универсальных марок разделилось на две группы: стандартные и специальные (коммеморативные). В Перу была выпущена первая в мире коммеморативная марка.
На практике, например, в каталогах почтовых марок, универсальные марки могут быть разбиты на две отдельно описываемые группы:
1) стандартные марки (англ. definitives);
2) коммеморативные марки (англ. commemorative stamps; commemoratives),
как это сделано, например, в японских каталогах почтовых марок Японии «Сакура» и специализированном.
Не следует путать специальные (коммеморативные) марки как вид марок общего пользования с марками специального пользования.
Специальные, или событийные, или коммеморативные, марки — марки, выпуск которых состоялся в память какого-либо события или особого случая, или отмечает какой-либо примечательный факт, — в отличие от стандартных марок. Этот вид марок делится на три группы:
1) благотворительные марки — марки с доплатой к номиналу, не всегда напечатанной на марке;
2) памятные марки — это марки:
а) событийные, выпущенные в связи с событиями;
б) юбилейные, выпущенные в связи с годовщинами и юбилеями;
в) траурные, в память видных государственных и общественных деятелей;
3) тематические марки — марки, не являющиеся первыми двумя типами коммеморативных марок. На них изображены растения, животные, пейзажи, архитектурные памятники , образцы техники и так далее.

#### 2. Марки печатающих автоматов, или автоматные марки
В 1969 году во Франции впервые в мире была напечатана экспериментальная универсальная марка нового вида: автоматная. Эта марка показана на рисунке справа.
В августе 1976 года появились первые массовые автоматные марки: в Швейцарии были внедрены наклейки «Фрама». С этого времени автоматные марки выпускаются постоянно в разных странах. Но не следует путать их с продаваемыми автоматами обычными стандартными рулонными марками.
Марки печатающего автомата, или автоматные марки, или МПА, или АТМ — знаки почтовой оплаты, которые:
а) полностью или частично печатаемые автоматом непосредственно при покупке;
б) могут быть использованы в любое время в любом месте страны.
По объёму печати этот вид марок естественным образом делится на две группы:
1) полностью печатаемые автоматом марки, которые печатаются автоматом полностью с рисунком и номиналом на бумаге соответствующего качества с клеевым слоем;
2) частично печатаемые автоматом марки, рисунок которых отпечатан ранее; автомат печатает только цифры номинала и, если необходимо, другие дополнительные знаки.

### Дерево классификации универсальных марок
Классификацию универсальных марок, изложенную выше, представим в виде дерева. Получается дерево классификации понятия «универсальная марка».
| Для любых отправлений         |
|                               |
| Для внутренних отправлений    |
|                               |
| Для международных отправлений |
|                               |
| Локальные марки               |
|                               |
| Зональные марки               |
|                               |

| Благотворительные марки |                                                                                     |
|                         |                                                                                     |
| Памятные марки          | \| Событийные марки \| \| \| \| Юбилейные марки \| \| \| \| Траурные марки \| \| \| |
|                         | \| Событийные марки \| \| \| \| Юбилейные марки \| \| \| \| Траурные марки \| \| \| |
| Тематические марки      |                                                                                     |
|                         |                                                                                     |
| Событийные марки        |                                                                                     |
|                         |                                                                                     |
| Юбилейные марки         |                                                                                     |
|                         |                                                                                     |
| Траурные марки          |                                                                                     |
|                         |                                                                                     |

| Событийные марки |
|                  |
| Юбилейные марки  |
|                  |
| Траурные марки   |
|                  |

| Полностью печатаемые >автоматом марки |
|                                       |
| Частично печатаемые автоматом марки   |
|                                       |

| Для любых отправлений         |
|                               |
| Для внутренних отправлений    |
|                               |
| Для международных отправлений |
|                               |
| Локальные марки               |
|                               |
| Зональные марки               |
|                               |

| Благотворительные марки |                                                                                     |
|                         |                                                                                     |
| Памятные марки          | \| Событийные марки \| \| \| \| Юбилейные марки \| \| \| \| Траурные марки \| \| \| |
|                         | \| Событийные марки \| \| \| \| Юбилейные марки \| \| \| \| Траурные марки \| \| \| |
| Тематические марки      |                                                                                     |
|                         |                                                                                     |
| Событийные марки        |                                                                                     |
|                         |                                                                                     |
| Юбилейные марки         |                                                                                     |
|                         |                                                                                     |
| Траурные марки          |                                                                                     |
|                         |                                                                                     |

| Событийные марки |
|                  |
| Юбилейные марки  |
|                  |
| Траурные марки   |
|                  |

| Полностью печатаемые >автоматом марки |
|                                       |
| Частично печатаемые автоматом марки   |
|                                       |

| Для любых отправлений         |
|                               |
| Для внутренних отправлений    |
|                               |
| Для международных отправлений |
|                               |
| Локальные марки               |
|                               |
| Зональные марки               |
|                               |

| Благотворительные марки |                                                                                     |
|                         |                                                                                     |
| Памятные марки          | \| Событийные марки \| \| \| \| Юбилейные марки \| \| \| \| Траурные марки \| \| \| |
|                         | \| Событийные марки \| \| \| \| Юбилейные марки \| \| \| \| Траурные марки \| \| \| |
| Тематические марки      |                                                                                     |
|                         |                                                                                     |
| Событийные марки        |                                                                                     |
|                         |                                                                                     |
| Юбилейные марки         |                                                                                     |
|                         |                                                                                     |
| Траурные марки          |                                                                                     |
|                         |                                                                                     |

| Событийные марки |
|                  |
| Юбилейные марки  |
|                  |
| Траурные марки   |
|                  |

| Полностью печатаемые >автоматом марки |
|                                       |
| Частично печатаемые автоматом марки   |
|                                       |

| Для любых отправлений         |
|                               |
| Для внутренних отправлений    |
|                               |
| Для международных отправлений |
|                               |
| Локальные марки               |
|                               |
| Зональные марки               |
|                               |

| Благотворительные марки |                                                                                     |
|                         |                                                                                     |
| Памятные марки          | \| Событийные марки \| \| \| \| Юбилейные марки \| \| \| \| Траурные марки \| \| \| |
|                         | \| Событийные марки \| \| \| \| Юбилейные марки \| \| \| \| Траурные марки \| \| \| |
| Тематические марки      |                                                                                     |
|                         |                                                                                     |
| Событийные марки        |                                                                                     |
|                         |                                                                                     |
| Юбилейные марки         |                                                                                     |
|                         |                                                                                     |
| Траурные марки          |                                                                                     |
|                         |                                                                                     |

| Событийные марки |
|                  |
| Юбилейные марки  |
|                  |
| Траурные марки   |
|                  |

| Полностью печатаемые >автоматом марки |
|                                       |
| Частично печатаемые автоматом марки   |
|                                       |

## Описание универсальных марок

### Универсальная марка
Универсальная почтовая марка — самый распространённый вид почтовой марки, который:
1) позволяет оплатить любое почтовое отправление, облагаемое почтовым сбором;
2) удостоверяет произведённую оплату.
Почтовые администрации многих стран выпускают только универсальные марки для оплаты всех почтовых сборов.
Четыре первых универсальных марки, в том числе и первая марка «Чёрный пенни», были выпущены в 1840—1841 годах в Великобритании как вообще первые наклеиваемые официальные почтовые марки. Ниже находятся изображения этих четырёх марок.
Далее показаны изображения первых универсальных марок Российской Империи, РСФСР, СССР и России.
- Первые четыре стандартные марки (Великобритания)
- 1840-5-6  (
Mi #1;
Sc #1;
SG #2;
Yt #1
)
- 1840-5-6  (
Mi #2;
Sc #2;
SG #5;
Yt #2
)
- 1841-2-10  (
Mi #3;
Sc #3;
SG #8;
Yt #3
)
- 1841-3-13  (
Mi #4;
Sc #4;
SG #14;
Yt #4
)

- Первые универсальные марки Российской Империи, РСФСР, СССР и России
- 1857-12-10  (
ЦФА [АО «Марка»] #1;
Mi #1;
Sc #1;
SG #1;
Yt #1
)
- 1840-5-6  (
ЦФА [АО «Марка»] #1;
Mi #149;
Sc #149;
SG #187;
Yt #137
)
- 1923-8-19  (
ЦФА [АО «Марка»] #91;
Mi #224;
Sc #242;
SG #325;
Yt #223
)
- 1992-1-10  (
ЦФА [АО «Марка»] #1;
Mi #220;
Sc #6056;
SG #6311;
Yt #5915
)

### Ограничения использования универсальных марок
Распространена такая организация почтовой деятельности, в которой использование универсальных марок ограничено. Существуют два фактора такого ограничения.
1. Выпуск специальных видов марок общего пользования, в области действия которых универсальные марки не используются:
1) марки для различных видов отправлений и услуг (газетные, денежных почтовых переводов, денежных почтовых поручений, заказные, посылочные, специальной доставки, спешной почты, страховые, телеграфные, телефонные, уведомления о вручении, фонопочты, ценных писем);
2) марки для различных видов почты (авиационные, автомобильные, вьючной почты, железнодорожные, катапультной почты, паромные, пневматической почты, подводной почты, ракетная, судовой почты, цеппелинной почты).
2. Область применения самих универсальных марок ограничена:
1) внутренней почтой:
а) Ганновер 1850/1855;
б) Турция 1876—1914;
2) международной почтой:
а) Перу 1880/1886;
б) Турция 1876—1914;
3) местной почтой:
а) Перу 1873 — для Лимы;
б) Россия 1863/1864 — для Петербурга, Москвы, Астрахани, Казани;
в) Северогерманский почтовый союз 1868/1874 — для Гамбурга;
4) определённой валютной зоной: для зон и стран с валютой в грошах или в крейцерах:
а) Германия 1872/1875;
б) Северогерманский почтовый союз 1868/1872;
в) Турн-и-Таксис 1852/1867.

### Временные универсальные марки
Временная универсальная марка — почтовая марка, выпущенная не как универсальная, но которая временно используется как универсальная. Причинами появления временных универсальных марок являются:
- отсутствие в данное время универсальных марок;
- одновременно с этим наличие запаса изъятых из обращения марок других видов.

Временные универсальные марки появляются в результате следующих действий.
1. Главным образом временные универсальные марки возникают в результате надпечаток с соответствующим текстом, в основном из остатков тиражей марок:
1) обычно путём надпечатки марки новой страны превращаются марки страны-предшественницы:
а) у оккупационных выпусков;
б) при завоевании независимости колониями;
2) правительство Турции в Анкаре в 1920 и 1922 годах по причине отсутствия универсальных марок как собственных новых, так и прежней Османской империи, пригодных для надпечаток, сделало временные универсальные марки из всевозможных налоговых и гербовых марок, напечатав на них текст «Османская почта 1920».
2. Не считая местных выпусков, в качестве временных универсальных марок некоторые страны издавали наклейки с наборным текстом:
1) Габон 1889;
2) Ниёве Републик 1886;
3) Уганда 1895/1897 — Угандийские каури.
- Временные универсальные марки — наклейки с наборным текстом
- Габон 1889  (
Mi #15;
Sc #15;
SG #15;
Yt #15
)
- Ниёве Републик 1886  (
Mi #10;
Sc #10;
SG #86;
Yt #11
)
- Уганда 1895 — Угандийские каури  (
Mi #8;
Sc #5;
SG #?;
Yt #10
)

3. Без каких-либо обозначений временными универсальными марками служили:
1) служебные марки, например, Эфиопия 1931;
2) посылочные марки, например, Берег Слоновой Кости 1903;
3) сберегательные марки, например, Россия и РСФСР 1918/1920;
4) контрольные марки, например, РСФСР 1920;
5) гербовые марки, например:
а) Австро-Венгрия 1854/1857;
б) Великобритания 1881/1884;
в) Испания 1882—1908;
г) Россия 1917;
д) Боливия 1870/1893;
е) Гватемала 1872, 1894;
ж) Коста-Рика 1884/1889;
6) телеграфные марки, например:
а) Испания 1879;
б) Чили 1891;
7) марки дополнительного сбора, например, Бразилия 1953.
4. Также в качестве временных универсальных марок отчасти могут рассматриваться разрезанные почтовые марки.
- Разрезанные марки, прошедшие почту
- Конверт Сонора, Калифорния, США, 1852-1-12, с половиной марки США, 1951-7-1  (
Mi #7;
Sc #17;
SG #19;
Yt #8
)
- Конверт Ногалес, Сонора, Мексика, 1914-7-9, с половиной марки Мексики, 1914  (
Mi #387;
Sc #358;
SG #CT5;
Yt #254
)